# ديف موريس
ديف موريس (بالإنجليزية:Dave Morris) (مواليد 7 يونيو 1884 - وفيات 27 نوفمبر 1955).ممثل سينمائي أمريكي في عهد السينما الصامتة . ظهر في 183 فيلما بين عامي 1912 و1949.
ولد في شيكاغو، إلينوي، وتوفي في لوس أنجلوس، كاليفورنيا.

## روابط خارجية
- ديف موريس على موقع IMDb (الإنجليزية)
- ديف موريس على موقع قاعدة بيانات الفيلم (الإنجليزية)